# Louis-Théodore Verboeckhoven
Pour les articles homonymes, voir Verboeckhoven.
Louis-Théodore ou Louis Verboeckhoven, né à Gand, le 27 février 1827 et mort dans la même ville, le 8 avril 1884, est un peintre et un aquarelliste belge.
Son champ pictural couvre essentiellement les paysages, les fleurs et les natures mortes.

## Biographie

### Famille
Louis-Théodore Verboeckhoven, né à Gand le 27 février 1827, est le fils aîné du peintre Charles-Louis Verboeckhoven (1802-1889) et d'Angélique Monti, née en 1808 à Gand, mariés dans la même ville le 1er juillet 1826. 

### Formation
Louis-Théodore Verboeckhoven reçoit sa formation artistique à l'Académie royale des beaux-arts de Gand. Au concours de l'Académie de 1844, il obtient le premier prix d'après la bosse, pour le dessin de la Vénus d'Arles, ses professeurs étant Hendrik Van der Haert et Théodore Canneel. En 1847, membre de la société gantoise Kunstgenootschap, il expose deux dessins qui sont favorablement appréciés.

### Carrière
Pour la première fois, Louis-Théodore Verboeckhoven expose au Salon de Bruxelles de 1857. Il est ensuite surtout présent au Salon de Gand, où il expose à six reprises. Il participe également au Salon de Paris de 1869. Également collectionneur d'antiquités archéologiques civiles et religieuses, il prête de nombreux objets afin d'enrichir la section belge de l'Exposition universelle de 1878 à Paris.
Louis-Théodore Verboeckhoven, célibataire, meurt après une pénible maladie, à l'âge de 57 ans, à Gand, où il résidait depuis sa naissance, le 8 avril 1884. Ses funérailles ont un caractère exclusivement civil. 
Après sa mort, selon ses vœux, ses héritiers lèguent sa collection de ferronneries et de dinanderies au musée lapidaire de Gand.

## Œuvre

### Caractéristiques et style
Son champ pictural couvre essentiellement les paysages, les fleurs et les natures mortes. Dessinateur de talent, il apporte beaucoup de soin et de précision dans ses créations et s'adonne également à l'aquarelle.

### Expositions

#### Expositions belges
- Exposition de tableaux de la Société royale des Beaux-Arts de Gand en 1852[9].
- Salon de Gand (XXII) de 1853 : Vue prise dans les Ardennes, Effet de nuit et Vue prise à Chiny[10].
- Salon de Bruxelles de 1857 : Vue prise aux environs de Gand[5].
- Salon de Gand (XXIV) de 1859 : Paysage et Vue prise près de la porte de Bruxelles[11].
- Salon de Bruxelles de 1860 : Site ardennais[12].
- Salon de Gand (XXV) de 1862 : quatre aquarelles[13].
- Salon de Gand (XXVI) de 1865 : Paysage ; vue prise de la ci-devant porte de Bruges[14].
- Salon de Gand (XXVII) de 1868 : L'Automne et Effet du soir[15].
- Salon de Bruxelles de 1872 : Roses et bijoux et Chrysanthèmes, fruits et accessoires[16].
- Salon de Gand (XXXI) de 1880 : La Forêt ; vue prise à Chiny et Vue prise aux environs de Gand[17].
- Salon de Gand (XXXII) de 1883 : Roses trémières et accessoires et Pivoines et accessoires[18].

#### Exposition en France
- Salon de Paris de 1869 : Vue prise aux environs de Gand (peinture) et Le Matin (dessin)[6].